# 葫芦碘泡虫
葫芦碘泡虫（学名：Myxobolus gourdiformis）为碘泡科碘泡虫属的动物。在中国，分布于福建、湖北、四川、湖南、浙江、江西等，营寄生生活，寄生在鳃、肠、肾、肠系膜（鲢）、膀胱（重口裂腹鱼）、脾（鳙）。